# Cyprian Tansi
Cyprian Michael Iwene Tansi OSCO (* September 1903 in Aguleri, Nigeria; † 26. Januar 1964 in Leicester) war ein römisch-katholischer Priester aus dem Igbo-Stamm und später Mitglied des Trappistenordens. Am 22. März 1998 wurde er von Papst Johannes Paul II. in Onitsha seliggesprochen.

## Leben
Iwene Tansi wurde unweit von Onitsha geboren und mit 9 Jahren getauft. Seine Eltern waren nicht Christen und daher schockiert, als er das heidnische Standbild, das ihm früher gegeben wurde, nach seiner Taufe zerstörte. Den Vater verlor er als kleines Kind, die Mutter musste 1922 Gift trinken, als sie vom Medizinmann des Dorfes für eine rezente Erhöhung der Kindersterblichkeit verantwortlich gemacht wurde.
Tansi wurde zunächst Lehrer und Katechet. Als 22-Jähriger entschied er sich für den Priesterberuf. Nach seiner Priesterweihe am 19. Dezember 1937 in der Kathedrale von Onitsha durch Charles Heerey wirkte er 13 Jahre als eifriger Pfarrer im östlichen Teil Nigerias. Als Pfarrer hatte er das Charisma, junge Männer für den Priesterberuf zu begeistern. Er nahm Schüler in sein Pfarrhaus auf und bereitete sie auf den Eintritt ins Priesterseminar vor. Tansi setzte sich besonders für die Jugend und die Familien ein. Die Katechese der Brautpaare war ihm wichtig, wie auch deren Enthaltsamkeit vor der Ehe und die Stellung der Frau in der Familie.
Noch als Diözesanpriester wurde er auf das Buch Christus unser Ideal des Benediktinerabtes Columba Marmion aufmerksam. Das monastische Leben war bis dahin in Nigeria wenig bekannt; Tansi entschied sich, diese Lebensweise in seine Heimat zu bringen. Er fasste gemeinsam mit seinem Kaplan Clément Ulogu den Entschluss, in ein Kloster einzutreten. Im Juni 1950 reiste er mit der Erlaubnis seines Bischofs zur Mount St. Bernard Abbey bei Coalville in England. Dort wurde er – zunächst als Oblate – aufgenommen und erhielt den Ordensnamen Cyprian. Clément Ulogu folgte ihm 1951. Am 8. Dezember 1953 legten beide die Einfache und am 8. Dezember 1956 die Feierliche Profess ab.
Das englische Kloster plante eine Missionsgründung in Kamerun, wo P. Cyprian als Novizenmeister dienen sollte. Er erkrankte jedoch im Januar 1964 und starb kurz darauf in England.
1986 wurden seine Gebeine exhumiert und nach Nigeria überführt, wo sie auf dem Priesterfriedhof der Kathedrale von Onitsha beigesetzt wurden. Das Grab wurde häufig aufgesucht; es wurde von Heilungswundern durch seine Fürsprache berichtet.
Cyprian Michael Tansi war Vorbild und Lehrer mehrerer bedeutender Kirchenmänner, darunter der spätere Kardinal Francis Arinze, den er als junger Priester getauft hatte.

## Seligsprechung und Verehrung
In der Predigt anlässlich der Seligsprechung wies Papst Johannes Paul II. darauf hin, dass Tansi ein Beispiel für die Früchte des christlichen Glaubens im nigerianischen Volk sei, die seit der Missionierung des Landes mehr und mehr zugenommen haben.
Der Gedenktag des sel. Cyprian Tansi ist der 20. Januar.